# Statsbärande parti
Statsbärande parti kallas ett politiskt parti som har långvarigt dominant maktställning i ett land att det ibland kan betraktas som synonymt med statsförvaltningen, eller rent av stående över densamma, och där till exempel avancemang i statlig tjänst ibland kan underlättas vid innehav av partimedlemskap. Begreppet förknippas ofta med diktaturer, där ett visst parti kan ha en institutionaliserad makt likt Sovjetunionens kommunistiska parti i dåvarande Sovjetunionen eller Falangen i Spanien under Franco.
Det kan även, utan en direkt nedsättande betydelse, användas om partier i demokratier om dessa har haft en lång och närmast obruten makt. Exempel på det senare är Socialdemokraterna i Sverige, Liberaldemokraterna i Japan och Christlich-Soziale Union in Bayern (CSU) i den tyska förbundslandet Bayern. Begreppet kan också användas av partier som har en ambition att försöka bli statsbärande partier.